# جیسون آزبورن
جیسون آزبورن (انگلیسی: Jason Osborne؛ زادهٔ ۲۰ مارس ۱۹۹۴) قایقران روئینگ اهل آلمان است.
وی در مسابقات کشوری و بین‌المللی در مجموع برندهٔ ۳ مدال طلا، ۳ مدال نقره، ۱ مدال برنز شده‌است.